# Salsola pycnophylla
Salsola pycnophylla är en amarantväxtart som beskrevs av John Patrick Micklethwait Brenan. Salsola pycnophylla ingår i släktet sodaörter, och familjen amarantväxter. Inga underarter finns listade i Catalogue of Life.